# Moed
Moed (hebr. סדר מועד) – drugi z sześciu porządków Miszny. Zawiera większość praw dotyczących obchodzenia Szabatu i świąt oraz prawa dotyczące postów. Ujmuje również reguły wyznaczania terminów ich obchodzenia.

## Podział
Porządek Moed obejmuje 12 traktatów:
1. Szabbat (hebr. שבת; pol. sabat); o prawach dotyczących przestrzegania Szabatu.
2. Eruwin (hebr. ערובין; pol. mieszania); o zasadach umożliwiających przemieszczanie się i przenoszenie przedmiotów z miejsca na miejsce w czasie Szabatu oraz prawach dotyczących gotowania posiłków w to święto.
3. Pesachim (hebr. פסחים; pol. Pascha); o prawach dotyczących obchodzenia święta Pesach.
4. Szekalim (hebr. שקלים; pol. sykle); o rocznym podatku składanym na utrzymanie Świątyni Jerozolimskiej.
5. Joma (hebr. יומא; pol. dzień); o prawach dotyczących obchodzenia Dnia Pojednania.
6. Sukka (hebr. סוכה; pol. szałas); o prawach dotyczących obchodzenia Święta Szałasów.
7. Beca (hebr. ביצה; pol. jajko); o prawach kodyfikujących prace dozwolone i zakazane podczas dni świątecznych.
8. Rosz ha-Szana (hebr. ראש השנה; pol. Nowy Rok); o prawach dotyczących obchodzenia święta rozpoczynającego nowy rok.
9. Taanit (hebr. תענית; pol. post); o prawach dotyczących postów.
10. Megilla (hebr. מגילה; pol. zwój); o prawach dotyczących obchodzenia Święta Losów.
11. Moed katan (hebr. מועד קטן; pol. małe święto); oprawach dotyczących obchodzenia okresu między Świętem Paschy a Świętem Szałasów.
12. Chagiga (hebr. חגיגה; pol. uroczystość świąteczna); o prawach dotyczących trzech świąt pielgrzymich (Pascha, Święto Tygodni, Święto Szałasów) oraz ofiar składanych podczas nich[1].

## Liczba rozdziałów i stron
Poniżej przedstawiono zestawienie liczby rozdziałów Miszny i Tosefty w obrębie traktatów Porządku Moed, a także liczbę stron w Talmudzie Babilońskim oraz Jerozolimskim, jaką dany traktat zajmuje. Liczbę stron podano według edycji wileńskiej.
|               | LICZBA ROZDZIAŁÓW | LICZBA ROZDZIAŁÓW | LICZBA STRON      | LICZBA STRON        | LICZBA STRON |
| ------------- | ----------------- | ----------------- | ----------------- | ------------------- | ------------ |
| TRAKTAT       | MISZNA            | TOSEFTA           | TALMUD BABILOŃSKI | TALMUD JEROZOLIMSKI |              |
| Szabbat       | 24                | 18                | 157               | 92                  |              |
| Eruwin        | 10                | 8                 | 105               | 65                  |              |
| Pesachim      | 10                | 10                | 121               | 71                  |              |
| Szekalim      | 8                 | 3                 |                   | 33                  |              |
| Joma          | 8                 | 4                 | 88                | 42                  |              |
| Sukka         | 5                 | 4                 | 56                | 26                  |              |
| Beca          | 5                 | 4                 | 40                | 22                  |              |
| Rosz ha-Szana | 4                 | 2                 | 35                | 22                  |              |
| Taanit        | 4                 | 3                 | 31                | 26                  |              |
| Megilla       | 4                 | 3                 | 32                | 34                  |              |
| Moed katan    | 3                 | 2                 | 29                | 14                  |              |
| Chagiga       | 3                 | 3                 | 27                | 22                  |              |